# Bigelf

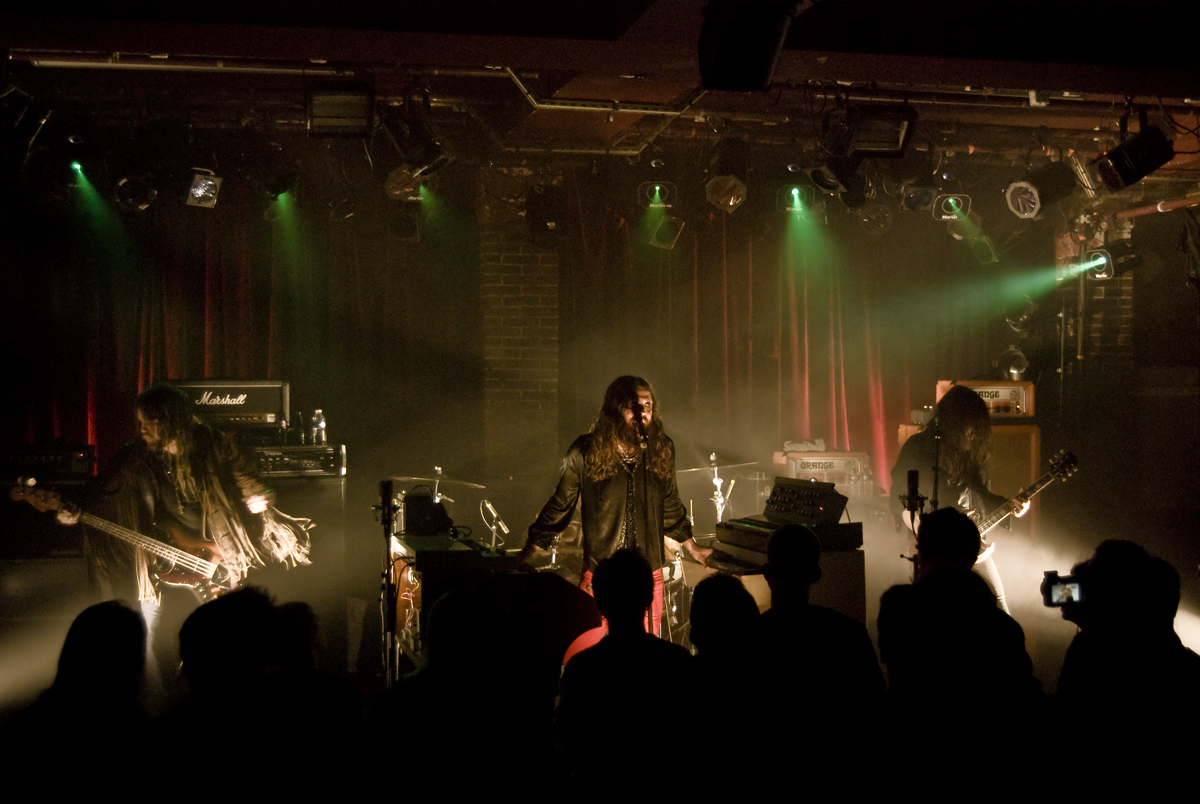
Bigelf

Bigelf is een Amerikaanse muziekgroep uit Los Angeles. De band rondom Damon Fox begon in 1991 en leverde in 1995 hun eerste ep af: Closer to Doom. De muziek liet zich toen omschrijven als zwaarwichtige en bombastische progressieve rock. Later werden de muziekalbums wat lichter, maar de metal-invloeden blijven hoorbaar. De band bereikte het grote publiek niet; er werd bijna per album van platenlabel veranderd en zodoende bleef men een achterhoedegevecht houden. In 2009 volgde hun eerste single Money, It’s Pure Evil.
Ondertussen hebben diverse leden meegespeeld op albums van Christina Aguilera, Alicia Keys en Linda Perry. Hex werd later en Cheat the Gallows direct uitgebracht op het platenlabel waar ook Perry haar muziek uitbrengt Custard Records.

## Discografie
- Closer to doom (1995; Third Hole Records)
- Money machine (2000; Record Heaven)
- Goatbridge palace (2001; Record Heaven - live ep)
- Hex (2003; Eastwest van Warner Music - 2007; Custard Records)
- Cheat the Gallows (2008; Custard Records)
- Into the maelstrom (2014; InsideOut)